# Jeremy Ray Taylor
Jeremy Ray Taylor (Bluff City, Tennessee, 2 de junio de 2003) es un actor estadounidense de cine y televisión, reconocido por interpretar a Ben Hanscom en la película It de 2017 y It chapter two del 2019. Inició su carrera en la actuación a la edad de ocho años. También ha aparecido en las películas 42 (2013), Alvin and the Chipmunks: The Road Chip y Ant-Man (2015).
Actualmente se encuentra casado con Kailie Faith 

## Filmografía

### Cine y televisión
| Año  | Título                                 | Rol             | Notas                              |
| ---- | -------------------------------------- | --------------- | ---------------------------------- |
| 2011 | Reed Between the Lines                 | Albert          | Episodio: "The 'C' Is Silent"      |
| 2013 | 42                                     | Niño            |                                    |
| 2015 | Ant-Man                                | Niño            |                                    |
| 2015 | Alvin and the Chipmunks: The Road Chip | Niño            |                                    |
| 2015 | The History of Us                      | Chris           | Película para televisión           |
| 2016 | Good Behavior                          | Niño            | Episodio: "We Pretend We're Stuck" |
| 2017 | It                                     | Ben Hanscom     |                                    |
| 2017 | Geostorm                               | Emmett          |                                    |
| 2018 | Goosebumps 2: Haunted Halloween        | Sonny Quinn     |                                    |
| 2019 | It Chapter Two                         | Ben Hanscom     |                                    |
| 2021 | Cuentos al caer la noche               | Fred Figglehorn | Película de Netflix                |
| 2021 | Big Sky                                | Bridger Ryan    | Serie de Disney+                   |
| 2022 | Senior Year                            | Neil Chudd      | Película de Netflix                |

## Premios
| Año  | Premio                | Categoría                                | Trabajo nominado | Resultado | Ref. |
| ---- | --------------------- | ---------------------------------------- | ---------------- | --------- | ---- |
| 2018 | MTV Movie & TV Awards | Mejor Dúo en la Pantalla                 | It               | Ganador   |      |
| 2018 | Teen Choice Awards    | Teen Choice Award for Choice Movie ’Ship | It               | Nominado  |      |